# Javier Costa Císcar
Francisco Javier Costa Císcar (Paiporta (Valencia), 1958) is een hedendaags Spaans componist, muziekpedagoog en dirigent.

## Levensloop
Costa Císcar studeerde piano, harmonie, contrapunt, fuga, compositie, orkestratie, musicologie en koordirectie aan het Conservatorio Superior de Música "Joaquín Rodrigo" te Valencia. Hij heeft met meerdere eerste prijzen afgestudeerd. Hij was een tijd lang assistent bij cursussen voor analyse en compositie van Franco Donatoni, Charles Guinovart, Pablo Halffter en Cristóbal Halffter.
Hij kreeg verschillende prijzen en onderscheidingen, zoals in 1988 de compositieprijs Composición Coral Juan Bautista Comes de la ciudad de Segorbe, Valencia, in 1994 een prijs bij het compositiewedstrijd Fira de Tots Sants in Cocentàina, in 2002 een compositieprijs Ciudad de la Laguna in Teneriffa. Als dirigent was hij een bepaalde tijd werkzaam bij het koor l'Orfeó "Veus Juntes" de Quart de Poblet.
Hij studeerde verder aan de Universidad de Valencia en behaalde daar de Master de Estética y Creatividad Musical en promoveerde aldaar met een dissertatie over “Vingt Regards sur l'Enfant-Jésus” de Olivier Messiaen.
Tegenwoordig is hij professor voor compositie, analyse en harmonie en ook directeur aan het Conservatorio Profesional "Maestro Vert" de Carcaixent (Valencia).

## Composities

### Werken voor orkest
- Divertimento, voor strijkorkest

### Werken voor banda (harmonieorkest)
- 1989 Concert de Primavera

### Vocale muziek
- 2001 Nana de la Luna, voor drie solostemmen - tekst: Gloria Fuertes
- Cants d'amor i de mort, cantate voor bariton solo, gemengd koor en orkest - tekst: Ausiàs March
- Llagas de Amor, voor sopraan en piano

### Werken voor koor
- 1983 Serra de Mariola (popular valenciana), voor gemengd koor
- 1988 Oculi Omnium, voor gemengd koor
- 1994 Sobre neu veig meravellosa flama, voor gemengd koor - tekst: Ausiàs March
- 1999 Soles Claros, voor gemengd koor
- 2001 Nana, voor gemengd koor
- 2002 Llama de Amor Viva, voor gemengd koor - tekst: San Juan de la Cruz
- 2002 Balada de l'Absent, voor gemengd koor
- 2002 Mareta, voor gelijke stemmen
- 2003 Nit immóbil del record, voor (groot) gemengd koor - tekst: Vincent Soriano i Ginès

### Kamermuziek
- 1999 Miniaturas, voor fluit, klarinet, viool, cello en piano (en andere instrumentengroepen)
- Ambitos, voor tuba solo
- Fanfarria para una Trompeta Solitaria, voor trompet solo
- La Magia Recobrada, voor hobo en gitaar
- La Soledad Sonora, voor klarinet, viool, cello en piano
- Microcronías, voor fluit en marimba (ook voor fluit en piano)
- Presagis, voor klarinet en fagot
- Quinet - Fantasía, voor koperkwintet
- Rasgos, voor marimba solo
- Sortilegios, voor verschillende instrumentengroepen
- Tres Invenciones Breves, voor viool en cello (of contrabas)

### Werken voor piano
- Preludis de Tardor

## Publicaties
- Luis Roig Cerveró en Francisco Javier Costa Císcar: Mi amigo el violín I - melodías populares, adaptadas para la iniciación del violín. Piles, Editorial de Música, S.A., Valencia. 2005. ISBN 849502666X
- Francisco Javier Costa Císcar: Aproximación al lenguaje de Olivier Messiaen - análisis de la obra para piano Vingt Regars sur l'Enfant-Jesus. Universidad de Valencia. Servicio de Publicaciones. Valencia. 2004. ISBN 8437058996

- Biblioteca Nacional de España: XX1053035
- Gemeinsame Normdatei: 103849483
- International Standard Name Identifier: 0000 0001 1469 6860
- Library of Congress Control Number: nr2003009987
- Virtual International Authority File: 27489368
- WorldCat: E39PBJtxkDyY9HMrMxq9whBByd